# Kanton Saint-Blin
Der Kanton Saint-Blin war bis 2015 ein französischer Wahlkreis im Arrondissement Chaumont, im Département Haute-Marne und in der Region Champagne-Ardenne; sein Hauptort war Saint-Blin, Vertreter im Generalrat des Départements war zuletzt von 1994 bis 2015 Bruno Sido.
Der 15 Gemeinden umfassende Kanton Saint-Blin war 224,04 km² groß und hatte 2549 Einwohner (Stand: 2012).

## Gemeinden
| Gemeinde                | Einwohner Jahr | Fläche km² | Bevölkerungsdichte | Code INSEE | Postleitzahl |
| ----------------------- | -------------- | ---------- | ------------------ | ---------- | ------------ |
| Aillianville            | 169 (2013)     | –          | – Einw./km²        | 52003      | 52700        |
| Busson                  | 40 (2013)      | –          | – Einw./km²        | 52084      | 52700        |
| Chalvraines             | 196 (2013)     | –          | – Einw./km²        | 52095      | 52700        |
| Chambroncourt           | 47 (2013)      | –          | – Einw./km²        | 52097      | 52700        |
| Humberville             | 73 (2013)      | –          | – Einw./km²        | 52245      | 52700        |
| Lafauche                | 88 (2013)      | –          | – Einw./km²        | 52256      | 52700        |
| Leurville               | 93 (2013)      | –          | – Einw./km²        | 52286      | 52700        |
| Liffol-le-Petit         | 316 (2013)     | –          | – Einw./km²        | 52289      | 52700        |
| Manois                  | 475 (2013)     | –          | – Einw./km²        | 52306      | 52700        |
| Morionvilliers          | 28 (2013)      | –          | – Einw./km²        | 52342      | 52700        |
| Orquevaux               | 82 (2013)      | –          | – Einw./km²        | 52369      | 52700        |
| Prez-sous-Lafauche      | 321 (2013)     | –          | – Einw./km²        | 52407      | 52700        |
| Saint-Blin              | 391 (2013)     | –          | – Einw./km²        | 52444      | 52700        |
| Semilly                 | 101 (2013)     | –          | – Einw./km²        | 52468      | 52700        |
| Vesaignes-sous-Lafauche | 125 (2013)     | –          | – Einw./km²        | 52517      | 52700        |

## Bevölkerungsentwicklung
| 1962 | 1968 | 1975 | 1982 | 1990 | 1999 | 2009 |
| ---- | ---- | ---- | ---- | ---- | ---- | ---- |
| 3244 | 3497 | 3197 | 3119 | 2829 | 2717 | 2526 |